# Андрій I
Андрій I (Андраш I, Ендре I, угор. I. András; близько 1015—1061) — угорський король (1046-1060) із династії Арпадів.
У 1031-1046 роках Андрій І, переслідуваний королем Стефаном I Святим, разом із братами Левенте і Белою I перебував у Русі.
У 1037/38 році одружився з донькою Ярослава I Мудрого — Анастасією. У 1046 році посів угорський престол.
За правління Андрія І вихідці з Київської Русі посідали високі державні посади в Угорському королівстві.

## Діти
У шлюбі Анастасії Ярославни з королем Андрієм народились:
- Аделаїда (1040 — 27 січня 1062), дружина князя Богемії Вратислава ІІ
- Соломон I (1053—1087), король Угорщини
- Давид Угорський (п. 1053 — п. 1094), князь Угорщини.
  - Євфемія (бл. 1050 — 2 квітня 1111), княгиня Моравська (за іншими гипотезами вона була донькою Бели I).